# Njoumbeng III
Njoumbeng III est un village de la Région du Littoral au Cameroun, situé dans la commune de Manjo, sur le site Communes et villes unies du Cameroun (CVUC).

## Population et développement
En 1967, la population de Njoumbeng III était de 752 habitants, essentiellement des Manehas et des Bamiléké. Elle était de 232 lors du recensement de 2005.